# P902iS
FOMA P902iS（フォーマ・ピー きゅう まる に アイ・エス）は、パナソニック モバイルコミュニケーションズ(PMC)によって開発された、NTTドコモの第三世代携帯電話 (FOMA) 端末製品である。

## 概要
902iSシリーズとしてSH902iSに継いで発売された。外部メモリーはminiSD（2GBまで：ドコモ発表。それ以上は自己責任）対応である。カメラ性能はνMaicovicon202万画素（有効画素数:192万画素）。テレビ電話用のサブカメラはCMOS約10万画素。SD-Audio（AAC/AAC+SBR）に対応する。フォルムはP902iを引き継いだカスタムジャケットである。背面にはP901iS同様に白色LEDを用いた7×7ドットのドットエリアを搭載し、そのLEDによってアニメーションを表示することができる。その他にもP902iと同様にBluetooth通信機能を備え、対応機器同士で電話帳データの交換や、ワイヤレスイヤホンでSD-Audio/iモーションの音声(iモーションプレーヤーのみ)/着うたフルを聞くこともできる。またiモーションプレーヤーでP902iと同じくVIERA（PX500/LX500シリーズ）で録画した,コピーワンス番組（CPRM動画）の再生に対応。（PCでの再生は不可能）
また、フェイスリーダー機能のパワーアップしており、認証失敗時にあまりにも登録画像と異なる顔の持ち主がアクセスを試みた場合、その画像を写真に撮って保存するようになった。
文字入力周りも改善されており、入力した文字に該当する絵文字が予測変換候補にでるようになった。
さらにアドレス帳はmova時代のタブ付きに戻った。
この端末のボタンは黄緑色に光る。
P902iSではこのBluetooth通信機能を利用した専用のイヤホンが付属した限定のミュージックエディションが存在する。また、ドコモ初の着うたフル、3Gローミング （WORLD WING） に対応した。
iアプリは「ソニック・ザ・ヘッジホッグ2」、「ポケメート」、「2006 FIFA ワールドカップ ドイツ大会」、「ドットクリエーター」、「Gガイド番組表リモコン」、「DCMXクレジットアプリ」、「ケータイクレジットiD」を搭載。
902iSシリーズの共通機能として、1.7GHz帯の対応、DCMXアプリのプリセット、着もじ、おまかせロック、外部メモリへのコンテンツ移行(SDバインディング)、デコメール署名、電話帳預かりサービス、パケット通信中のテレビ電話対応等がある。
また、着うたフル対応であるが、本体容量は23MBとなっておりHE-AACのデータ4分の曲を64kbpsで保存すると
おおよそ12曲前後が保存可能。またminiSDも2GBまで対応なので、そちらを使えばより多く着うたフルの保存ができる。

## 歴史
- 2006年3月20日：技術基準適合証明 (TELEC) 通過
- 2006年3月31日：電気通信端末機器審査協会 (JATE)通過
- 2006年5月11日：D902iS、F902iS、N902iS、SH902iS、SO902iWP+、N902iX HIGH-SPEED、DOLCE SL、SA702i、SO702i、M2501 HIGH-SPEEDと同時にドコモよりプレスリリース
- 2006年6月7日：発売開始

## 不具合
2006年11月14日に以下の1点の不具合の修正がソフトウェアの更新でなされた。
修正点
- Bluetoothを使用して携帯電話、パソコン、カーナビなどに電話帳データを転送しても失敗する不具合。